# Darragh McElhinney
Darragh McElhinney (9 de noviembre de 2000) es un deportista de Irlanda que compite en atletismo. Ganó una medalla de bronce en el Campeonato Europeo de Atletismo Sub-20 de 2019, en la prueba de 5000 m.